# 한영수 (1914년)

한영수(韓英洙, 1914년~1972년 8월 31일)는 일제강점기의 관료이자 대한민국의 공무원이다. 1939년 일제 강점기 후반에 관료에 임용되어 해방 후, 용인군수, 이천군수, 의정부시장 등을 역임하고 인천시 부시장 재직 중 순직했다. 경기도 평택군 출생이다.

## 약력
- 평택 출생
- 1939년 관료가 됨
- 건국대학교 정치외교과 졸업
- 1950년 경기도청 내무국 지방과 주사
- 1960년 5월 24일[1] 경기도 용인군수
- 1960년 11월 26일[2] 경기도청 문교사회국 사회과장
- 1961년 12월 5일[3] 경기도청 교육국 학교관리과장

- 경기도 이천군수
- 경기도지방공무원교육원장
- 1963년 1월 1일~1963년 10월 31일 경기도 의정부시장
- 1965년 3월 21일~1966년 8월 21일 경기도 평택군수
- 1966년 8월 22일 - 1967년 12월 9일 경기도 이천군수
- 1967년 12월 9일 경기도청 내무국 근무
- 1967년 12월~1972년 8월 29일 인천시 부시장
- 1972년 8월 29일 과로로 순직[4], 장지는 경기도 여주군 능서면 황대리 선영하

## 가족 관계
- 부인: 윤은자
  - 1남 2녀